# Agylla abrosa
Agylla abrosa là một loài bướm đêm thuộc phân họ Arctiinae, họ Erebidae.